# 第7騎兵連隊 (アメリカ軍)
第7騎兵連隊（英語：7th Cavalry Regiment）は、アメリカ陸軍の騎兵連隊である。その起源は19世紀まで遡る。公的な愛称「ギャリーオーウェン」（Garryowen）は、連隊歌にもなっているアイルランドの民謡に基づく。特に西部劇などでは単に第7騎兵隊（7th Cavalry）と呼ばれる事も多い。
西部開拓時代には西進する開拓者の保護を主な任務としており、アメリカ先住民族のインディアンらと戦った。1866年から1881年にかけて、連隊はカンザス州、モンタナ州、ダコタ準州などを転戦し、その移動距離は292,342kmにも及んだとされる。

## インディアン戦争
常備軍の一部隊たる第7騎兵連隊の編成は1866年7月28日に開始され、1866年9月21日にはカンザス州フォート・ライリーにて編成が完了した。これは戦時動員の解除に伴う常備軍拡張政策の一環として行われたものであった。連隊はフォート・ライリーを駐屯地として、1866年から1871年にかけてインディアン戦争に従軍した。
南北戦争後、第7騎兵連隊は12個中隊によって編成され、正規の大隊（battalion）編成は行われなかった。しかし、実際には大隊相当の編成は存在し、これは1883年に改めて騎兵大隊（squadron）と改称された。A〜D中隊は第1大隊、E〜H中隊は第2大隊、I〜M中隊（J中隊は欠番）は第3大隊を構成した。1892年までアメリカ陸軍の騎兵は主に.45口径のコルト・シングル・アクション・アーミーやスプリングフィールド・カービンで武装し、マクレランサドルと呼ばれる鞍も広く使用されていた。何種類かの軍刀（サーベル）も配備されていたが、前線で使用される事は少なかったという。
第7騎兵連隊でも当時の他の米陸軍連隊の例に漏れず軍楽隊が編成されていた。軍楽隊はアルフレッド・ギブス少佐によって設置され、この際にアイルランド民謡「ギャリーオーウェン」を連隊歌として採用した。以後、「ギャリーオーウェン」は第7騎兵連隊の愛称としても知られてゆく。
1868年、連隊はウォシタ川の戦いとして知られるインディアンの野営地襲撃作戦を遂行する。この戦いで米兵21名が戦死し、野営地のシャイアン族150名が殺害された。
1871年から1873年まで、第7騎兵連隊の各中隊は再建法（Reconstruction Act）の元で深南部の保安任務に参加し、また1874年から1876年にも連隊の半分が同様の任務に付いている。1873年、第7騎兵連隊はダコタのフォート・エイブラハム・リンカーンに駐屯地を移した。その後、1874年になると連隊は歴史にも残るブラックヒルズへの調査探検を行い、ゴールドラッシュを引き起こすと共にブラックヒルズ戦争の勃発を招いた。1876年6月25日、リトルビッグホーンの戦いにおいて連隊長ジョージ・アームストロング・カスター中佐率いる第7連隊の騎兵211名が玉砕した。この戦いは「第7騎兵隊の最期」として広く知られているが、連隊そのものは以後も存続しており1877年のベアポウの戦いなどいくつかの軍事作戦に参加している。インディアン戦争末期の1890年12月29日、連隊はウンデット・ニーの虐殺として知られるインディアンの虐殺事件を起こしている。
インディアン戦争を通じて、第7騎兵連隊からは45人の名誉勲章受章者が出た。

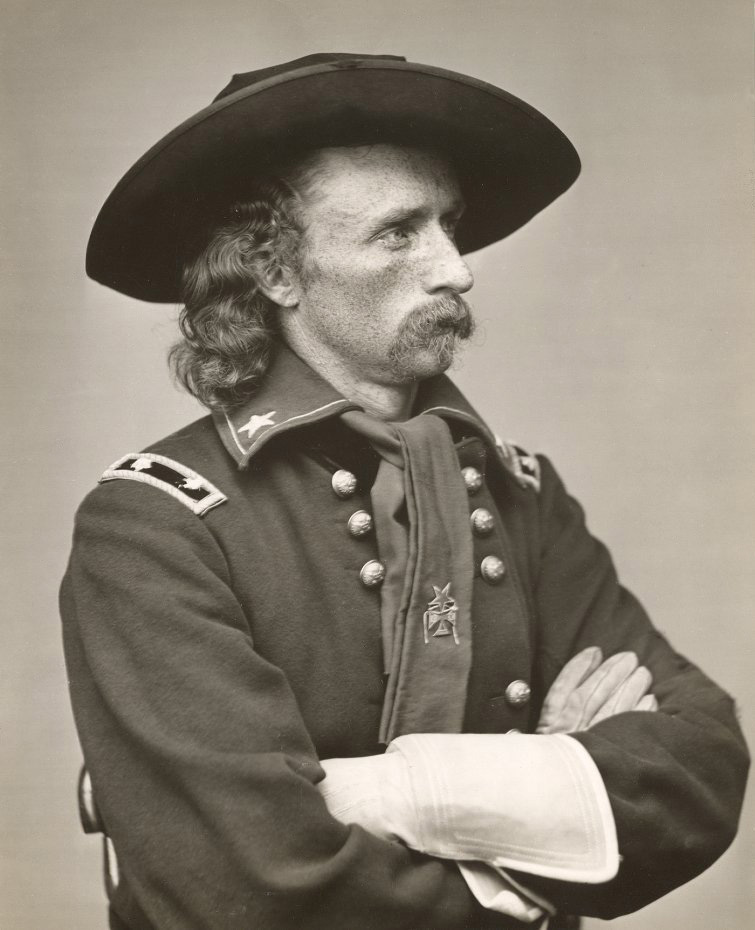
カスター中佐
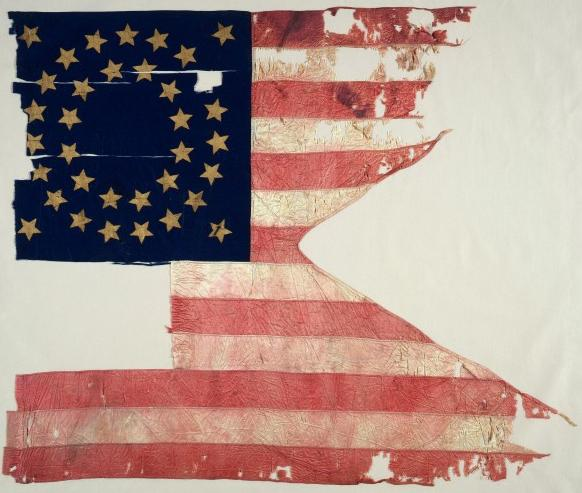
リトルビッグホーンの戦場から回収された第7騎兵連隊の連隊旗。
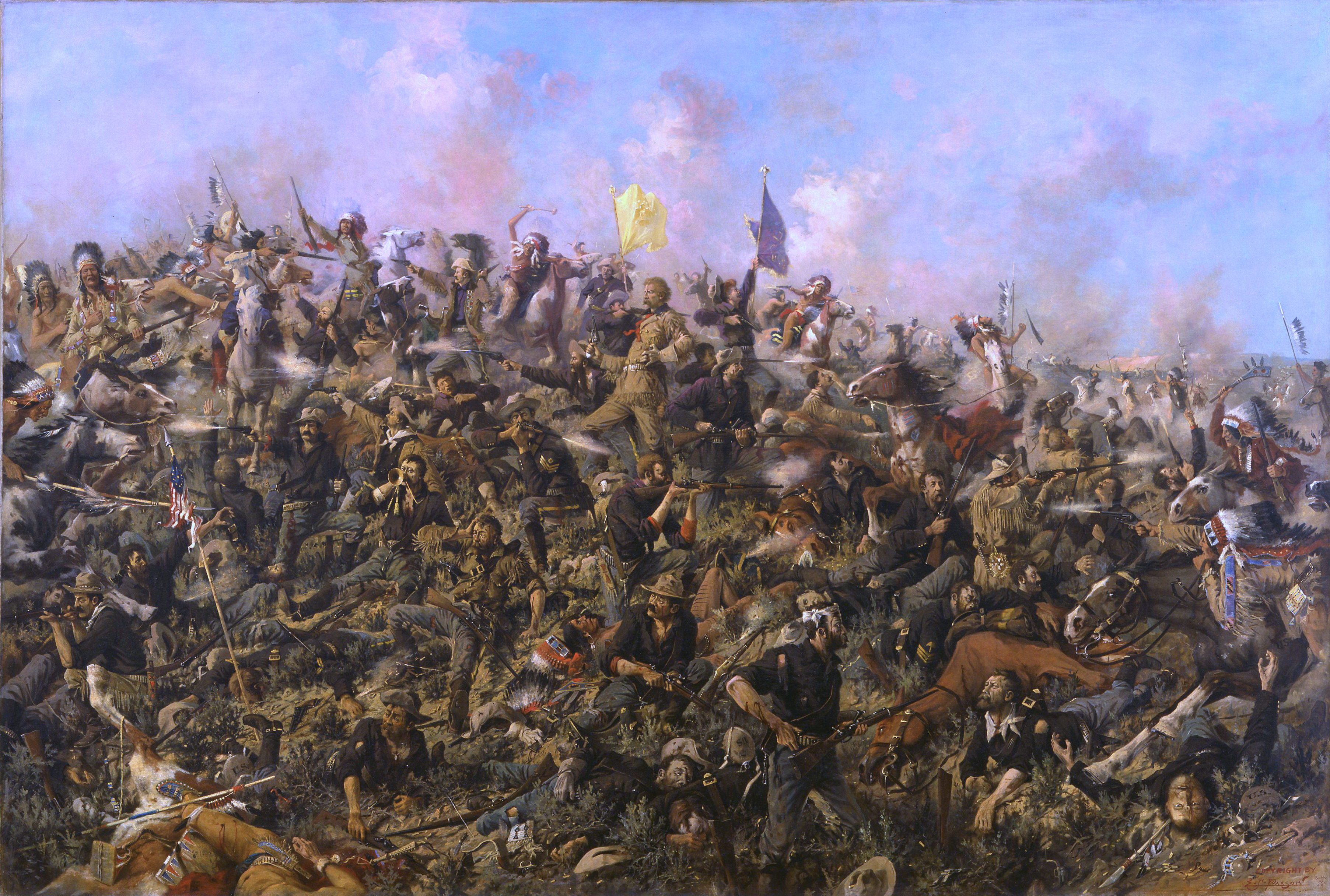
絵画『カスター最後の戦い』(Custer's Last Stand)。1899年、エドガー・サミュエル・パクスソン（英語版）によって描かれた。

## 第二次世界大戦まで
1895年から1899年にかけて、第7騎兵連隊はニューメキシコのフォート・ベイヤードやオクラホマのフォート・シルなどに駐屯し、1899年から1902年にはキューバのキャンプ・コロンビアにも派遣されている。なお、作家エドガー・ライス・バローズは、第7騎兵連隊がアリゾナのフォート・グラントに駐屯した1896年5月から1897年3月にかけて第7騎兵連隊B中隊に所属していた。
米比戦争最中の1904年から1907年にかけて、第7騎兵連隊はフィリピンへと派遣された。また1911年から1915年にかけて2度目の派遣が行われている。米本土に復員した後、連隊は再び南西部のアリゾナ州キャンプ・ハーヴェイ・J・ジョーンズ（Camp Harvey J. Jones）に駐屯した。その後はアメリカ＝メキシコ国境の警備任務に従事し、1917年から1916年のパンチョ・ビリャ遠征にも参加した。
1917年11月、第一次世界大戦への参戦に伴い、第7騎兵連隊はフランスへの派遣を前提として編成が行われていた第15騎兵師団に配置される。しかし19ヶ月後の1918年11月11日に休戦協定が結ばれた為、第15騎兵師団の編成は中断された。1918年5月には第7騎兵連隊も編成から離脱している。
1921年9月13日、第7騎兵連隊は第1騎兵師団に配置され、以後1957年まで同師団の編成に留まった。師団本部及び第2騎兵旅団はテキサス州フォート・ブリスに配置され、また第1騎兵旅団はアリゾナ州ダグラスに配置されていた。第7騎兵連隊は第二次世界大戦参戦まで実際に騎兵としての訓練を続け、1940年4月26日から28日、1940年8月12日から22日、1941年8月8日から1941年10月4日など複数の大規模な演習にも参加した。

## 第二次世界大戦

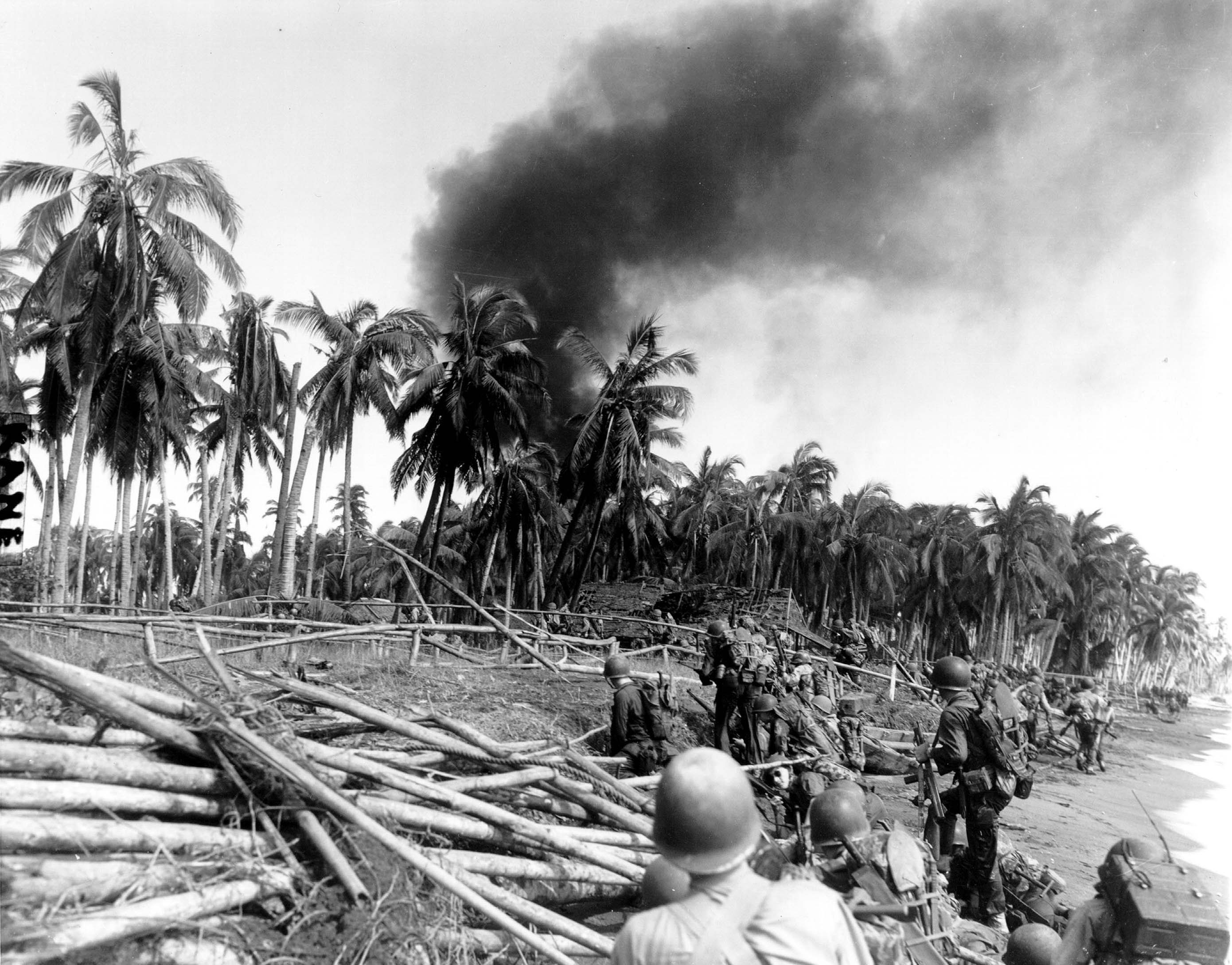
1944年10月20日、レイテ島サンノゼへの攻勢に参加する第7騎兵連隊E部隊

1943年2月28日、第7騎兵連隊の太平洋戦線派遣が決定する。6月18日からカリフォルニア州ストーンマン駐屯地に移り、6月26日にはサンフランシスコ港から出港した。7月11日からオーストラリアにおける訓練が行われ、その後ニューギニア戦線へと派遣された。12月4日、連隊は前線を離れて再編成を受ける。12月15日、ビスマルク諸島戦線へと派遣される。1944年2月22日にはニューギニアのオロ湾へと移動し、3月4日にはアドミラルティ諸島戦線を補強するべくネグロス島へと送り込まれ、ロンブラム（Lombrum）のプランテーションを確保する。
1944年3月12日から13日にかけてハワイに駐留し、3月14日からマヌス島に移る。10月17日、レイテ島の戦いが始まると第7騎兵連隊はフィリピンへと送り込まれ、10月20日からレイテ島での戦闘に参加した。12月下旬にはヴィザヤン海に到達し、翌1945年1月7日にはトンガル（Tunga）にて第1騎兵師団と共に再編成を行った。レイテ島の戦いは1945年7月1日まで続いたが、第7騎兵連隊は1944年12月15日から続いているルソン島の戦いを支援するべくルソン島へと送り込まれた。
1945年1月27日、第7騎兵連隊はルソン島への上陸を果たし、以後7月4日まで戦い続けた。その後、第7騎兵連隊は歩兵部隊として再編成を受けたが、依然として騎兵連隊として分類されていた。7月20日には日本本土侵攻作戦に参加するべくその準備を進めた。しかし9月2日に日本は降伏し、第7騎兵連隊はバタンガス・ルセナにて終戦を迎えた。その後は占領任務を帯びて日本への進駐軍に参加し、日本へと向かった。

## 日本の占領と朝鮮戦争
連隊が日本に駐在している折、偶然にもかつて連隊を率いていたカスター将軍の孫甥（grand-nephew）に当たるブライス・C・W・カスター中佐（Brice C. W. Custer）が配属されている。
朝鮮戦争が始まると、連隊は朝鮮半島へと派遣され、釜山橋頭堡の戦いなど激戦として知られる多くの戦いに参加した。第1騎兵師団が北部へ進行した際も第7連隊は常に先陣を切り、24時間以内に敵の前線を超えて106マイルの前進を達成した。これによって3つの大統領殊勲部隊章を受章している。
1950年7月26日から29日にかけて、老斤里事件として知られる虐殺事件が発生する。ソウルから100マイル南東に位置する老斤里という集落の鉄道橋付近で、第7連隊第2大隊所属の部隊が韓国人の難民を殺害したのである。この事件は北朝鮮の兵士が民間人に紛れ込んでいることに対する恐れから発生したとされている。2005年に韓国政府が行なった調査では、氏名が明らかになっているだけでも死亡・行方不明者（主に女性、子供、老人）163人と負傷者55人を認定し、さらに氏名が特定されていない被害者も数多く存在すると報告された。生存者の証言から、この事件の中でおおむね400人程度が殺害されたと推測されている。1999年にAP通信が初めて事件について報道し、かつて第7連隊に所属した退役軍人も韓国人生存者の証言を裏付ける証言を行なった。
1949年3月25日、組織の再編成と装備更新が行われた。また、この際に中隊も改めて編成されている。

## 冷戦期
1957年10月15日、連隊は第1騎兵師団から離脱し、11月1日から戦闘兵科連隊制度（コンバット・アームズ・レジメンタル・システム、Combat Arms Regimental System, CARS）に基づき、連隊の再編成が行われた。これによって連隊本部および本部付中隊の指揮権は陸軍省に移管された。
11月1日の再編成では、A中隊は第7騎兵連隊第1戦闘群（1st Battle Group, 7th Cavalry）として第1騎兵師団付部隊となる。またB中隊は第7騎兵連隊第2偵察騎兵大隊（2nd Reconnaissance Squadron, 7th Cavalry）、C中隊が第7騎兵連隊第3偵察騎兵大隊（3rd Reconnaissance Squadron, 7th Cavalry）となり、共に第10歩兵師団付部隊となる。
朝鮮戦争後、第7連隊の任務は偵察が主たるものとなった。
第1戦闘群と第2、第5大隊の3個部隊は第1騎兵師団第3旅団を結成してベトナム戦争にも従軍した。第3旅団はしばしば「ギャリー・オーウェン旅団」（Garryowen Brigade）と称され、空中機動部隊の1つとしてUH-1ヘリコプターなどが配備されていた。ベトナム戦争を通じて、第7連隊出身者からは以下の7人の名誉勲章受章者が出ている.。
- ルイス・アルバネーゼ（英語版）（Lewis Albanese）一等兵 - 第5大隊B中隊
- ダグラス・B・フォーネット（英語版）（Douglas B. Fournet）中尉 - 第1大隊B中隊
- ジョン・ノーブル・ホルコム（英語版）（John Noble Holcomb）軍曹 - 第2大隊D中隊
- ウォルター・ジョセフ・マーム・ジュニア（英語版）（Walter Joseph Marm, Jr.）少尉 - 第1大隊A中隊
- ウィリアム・D・ポート（英語版）（William D. Port）一等兵 - 第5大隊C中隊
- エクトル・サンティアゴ＝コロン（英語版）（Héctor Santiago-Colón）四等特技兵 - 第5大隊B中隊
- ジェームズ・M・スプレーベリー（英語版）（James M. Sprayberry）中尉 - 第5大隊D中隊

なお、同時期に第3および第4偵察騎兵大隊はそれぞれ西ドイツと韓国に駐屯していた。
第1戦闘群と、第2、第5大隊はベトナム戦争後に非活性化され、第3、第5大隊はそれぞれ第3歩兵師団と第2歩兵師団の師団付偵察中隊として存続した。この頃の第3、第5大隊はM551シェリダンやM48パットンなどの戦車、M113やM114などの装甲車を装備していた。また、どちらの大隊もUH-1などの偵察・攻撃ヘリコプターで編成された航空騎兵部隊を有し、この部隊はデルタ中隊（Delta Troop）と通称された。1963年、第3大隊は第3歩兵師団の師団付騎兵大隊となり、西ドイツ・シュヴァインフルトのレッドワード&コーン兵舎（Ledward & Conn Barrack）に移った。この段階で、大隊は3個地上小隊と1個航空小隊、そして本部小隊によって構成されていた。1992年11月16日、大隊はドイツで非活性化され師団への所属が解かれた。1992年12月16日、第3大隊の大隊本部は本部小隊と統合され、小隊の正式な名称を第7騎兵隊第3大隊本部および本部中隊（Headquarters and Headquarters Troop, 3rd Squadron, 7th Cavalry）と改める。1996年2月16日、第18空挺軍団所属の第3歩兵師団付騎兵大隊としてジョージア州のフォート・スチュアートにて再び活性化される。その後、クウェートにおける砂漠の嵐作戦やボスニアにおけるジョイント・フォージ作戦、そしてイラクにおけるイラクの自由作戦などに派遣された。2004年には、大隊は第3歩兵師団第2旅団戦闘団（2nd Brigade Combat Team）と改名され、その役割は旅団付の装甲偵察大隊と位置づけられた。2005年2月4日にイラクの自由作戦IIIが始まると、大隊はバグダード南東のラスタミヤ作戦基地（Operating Base Rustamiyah）に移動した。大隊はチグリス川東側（ルサファ側）の警備任務に従事したほか、師団補給線の警備も行なった。
1974年から1975年にかけて他の部隊も活性化された。第1大隊は機甲部隊となり、第2大隊は航空機動部隊になった。1975年末、第2および第5大隊は機械化歩兵部隊として再編成された。1978年、第5大隊のみ再び非活性化された。

## 「砂漠の嵐」作戦
1991年1月から2月にかけて、第1大隊および第4大隊は「砂漠の嵐」作戦（湾岸戦争）に参加した。
ウォルター・シャープ中佐に率いられた第1大隊は、第1騎兵師団の師団付騎兵大隊（divisional cavalry squadron）として投入され、その任務は師団付航空旅団（Division's aviation brigade）と位置づけられていた。第1大隊は5つの中隊（Troop）から構成されていた。すなわち、本部小隊、2個地上中隊（A中隊、B中隊）、2個航空中隊（C小隊、D中隊）である。これに加えて、フォート・フッドで非活性化されていた第2機甲師団第1騎兵連隊第2大隊A中隊がE中隊の暫定名称で派遣直前に追加配置されている。「砂漠の嵐」作戦直前まで、第1大隊は東南アジアに派遣されていた。イラク派遣後はイラク＝サウジアラビア＝クウェート国境地帯にて各種の偵察任務に従事した他、第1騎兵師団の先導などを務めた。1993年の再編成後も、E中隊は第1大隊の一部として存続した。1994年には従来のE中隊がC中隊に改名され、従来のC中隊がE中隊と改名された。
テリー・タッカー中佐（Terry L. Tucker）に率いられた第4大隊は、第3機甲師団の師団付騎兵大隊として投入され、ブレット統制線の戦いに参加した。大隊は1992年から第3機甲師団と共に非活性化された。1996年、第3大隊は韓国のキャンプ・ペラム（後にキャンプ・ギャリーオーウェンと改名）において、非活性化された第17騎兵連隊第5大隊の装備と人員を利用し、航空旅団として再活性化された。2006年には韓国のキャンプ・ハービーにて、第2歩兵師団第1重旅団戦闘団の一部として再配置された。

## 「イラクの自由」作戦
2003年3月22日、テリー・フェレル（Terry Ferrell）中佐に率いられた第3大隊は第3歩兵師団の前方偵察部隊として、「イラクの自由」作戦に投入され、多くの戦闘に参加した。
ウィリアム・R・サルター中佐（William R. Salter）を指揮官に迎えた第1大隊は、第1騎兵師団第5旅団戦闘団の一部として2004年4月1日から2005年4月1日まで行われたイラクの自由作戦II（Operation Iraqi Freedom II）に派遣され、バグダードのアルラシッド地区を巡る激戦やバグダード空港道路（ルート・アイリッシュ）の守備任務にも参加した。また2005年1月に行われた民主選挙の折には第1大隊が警備を行った。こうした任務における貢献を称え、第1大隊はイラク派遣中に部隊功績章（Meritorious Unit Citation）を受章している。
その後、第1大隊はケヴィン・S・マクワッターズ中佐（Kevin S. MacWatters）の指揮下で第1騎兵師団第1旅団に武装偵察中隊として配置され、2006年10月6日から2008年1月15日までのイラクの自由作戦06-08に派遣された。またバグダード多国籍師団（Multi-National Division-Baghdad, MND-B）にも参加し、タジ地区に展開して即席爆発装置（IED）および自動車爆弾（VBIED）の探索と排除に従事した。
第7連隊第2大隊は当初第1騎兵師団第3旅団戦闘団に配置されたが、まもなく第39旅団戦闘団に移っている。イラク派遣時の指揮官はチャールズ・フォーシー中佐（Charles Forshee）。イラク派遣から7週間でフォーシー中佐は更迭され、後任としてジェームズ・ユージン・レイニー（James Eugene Rainey）中佐が派遣された。2004年8月、第2大隊はナジャフの戦いに従事する米海兵隊部隊を支援するべく前線に派遣された。現地に展開していた第11海兵遠征部隊の指揮官トニー・ハスラム大佐（Tony Haslam）は、後にナジャフの勝利は勇敢な第2大隊将兵の奮戦あってのものだと述べた。11月、ファルージャの戦いの折、第2大隊は再び海兵隊の支援に向かった。

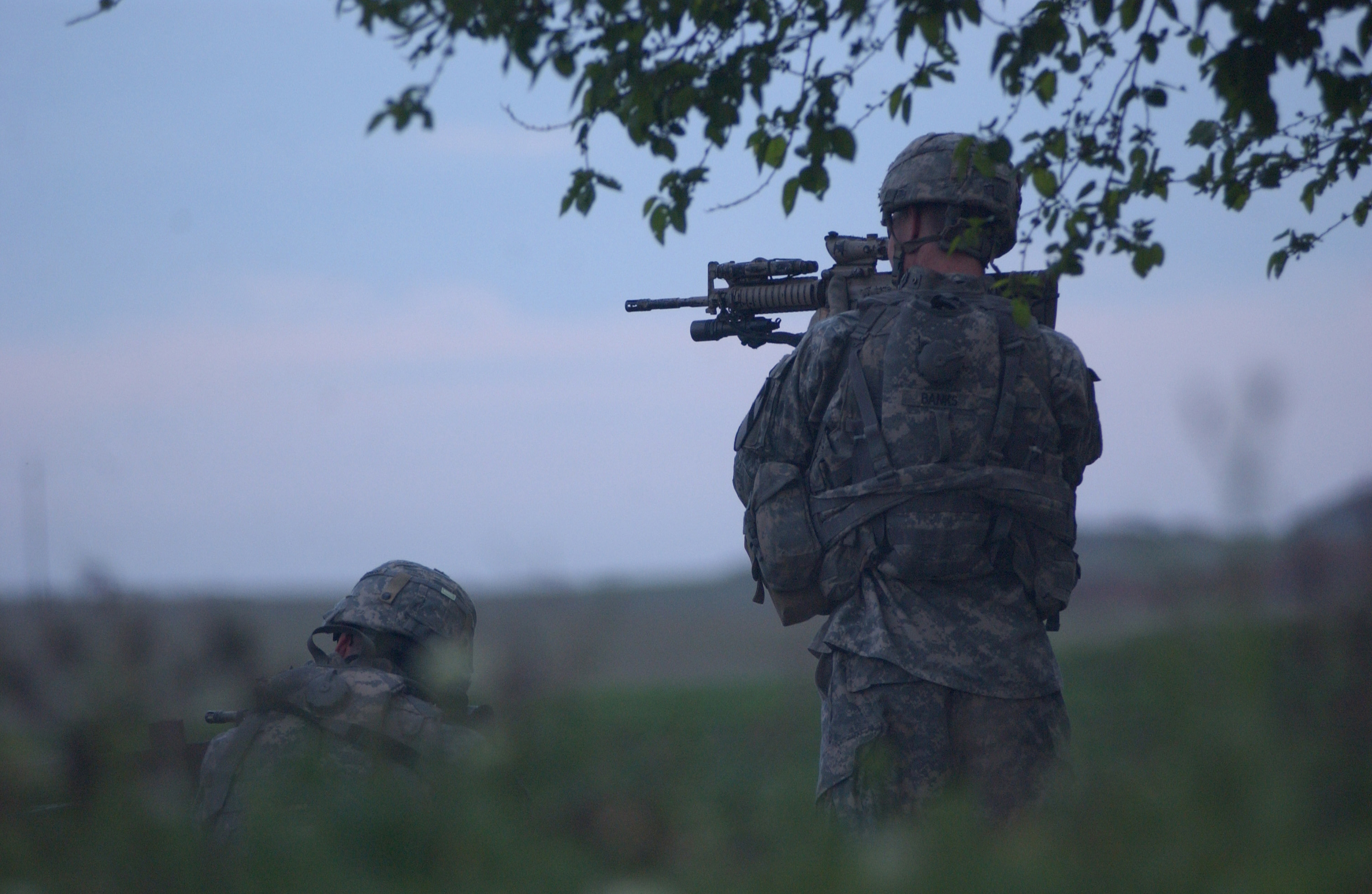
モースルにある古代都市ニネヴェの遺跡近くで敵狙撃手を探す第2大隊所属の分隊射手。（2007年4月4日）

その後、第2大隊はフォート・ブリスに送られ新設の第4旅団戦闘団に配置される。2006年10月、再びイラクに派遣されモースルに展開した。
2007年12月、米本土に戻る。2008年、イラクの自由作戦08-10の支援部隊として再びイラクへ送られた。大隊はアマラに設置されたギャリーオーウェン前線基地（FOB Garryowen）を拠点に、マイサーン県北部全域の占領任務に従事した。この間、2004年12月に発生した英軍憲兵殺害事件の犯人を追っていたイラク警察の捜査に協力し、容疑者逮捕作戦にも参加した。2009年1月のイラク地方選挙における保安任務にも従事し、実際にいくつかの大規模な隠匿火器集積所を摘発している。
第7連隊第5大隊は1978年に非活性化されていたが、陸軍の提唱したモジュール化プログラムの一環として、第3歩兵師団から抽出された3個防空砲兵大隊を基幹とする再編成を受けて2005年に装甲偵察大隊として再配置された。その後、指揮官にクリフ・ウィーラー中佐（Cliff Wheeler）を迎え、第1旅団戦闘団配下部隊としてラマーディーに配置された。2007年4月、第6海兵連隊戦闘団の支援部隊としてラマーディからハッバーニーヤ湖（Habbaniyah）南部、およびファルージャを通る連絡道路ルート・アイロン東部までの掃討作戦に従事する。火力および機動力に優れていた為、第5大隊は掃討作戦において最も広い担当区域が割り当てられていた。その後第5大隊は8ヶ月の間、現地の保持の為に保安任務・対反乱任務に従事し、ルート・ミシガン、ルート・アイロン、ルート・サンフアン、ルート・ゴールドなどの連絡道路、およびサクリウィヤ（Saqliwiyah）、北サクリウィヤ、アーマリーヤ（Amariyah）、ファリス（Farris）などの街の安全を確保・維持し続けた。2007年12月、大隊は2個海兵ライフル大隊と交代する形でカルス前線基地（FOB Kalsu）の第3歩兵師団第2旅団戦闘団配下に移る。彼らはそのままサヤフィヤの街に対する攻撃および掃討作戦に備えて追加の訓練を受ける事になる。第5大隊はミード前哨地点を設置し、これを拠点に全ての主要道路を確保、担当作戦地域内の全ての建物および道路の掃討を行った。2008年3月にこれらの任務を完了し、4月には第187歩兵「ラッカサンズ」連隊と交代する形で米本土のフォート・スチュワートに送られた。その後の20ヶ月間、第5大隊は第1重旅団配下部隊として、文官防衛支援任務（Defense Support of Civil authorities, DSCA）の一環として化学・生物・放射能・核・爆発物対策任務（Chemical, Biological, Radiological, Nuclear, Explosive Consequence Management Reaction Force, CCMRF）に従事した。DSCAとは事故・災害など何らかの重大な事態が発生した場合の州政府など地方行政、および連邦政府の要請に基づく出動に備えた待機および訓練を意味する。

## 現在の編成
- 第1大隊（1st Squadron） - 第1騎兵師団第1旅団付装甲偵察大隊（Armored Reconnaissance Squadron）。テキサス州フォート・フッド駐屯。
- 第2大隊（2nd Battalion） - 第1騎兵師団第4旅団付諸兵科連合大隊（Combined Arms Battalion）。テキサス州フォート・フッド駐屯。
- 第3大隊（3rd Squadron） - 第3歩兵師団第2旅団付装甲偵察大隊。ジョージア州フォート・スチュワート駐屯。
- 第4大隊（4th Squadron） - 第2歩兵師団第1旅団付装甲偵察大隊。韓国キャンプ・ホーヴェイ駐屯。
- 第5大隊（5th Squadron） - 第3歩兵師団第1旅団付装甲偵察大隊。ジョージア州フォート・スチュワート駐屯。

## 大衆文化
- 西部劇では、カスター中佐と共にしばしば合衆国側の代表的な勢力として第7騎兵隊が登場する。
- ビートルズのアニメ映画『イエロー・サブマリン』（Yellow Submarine）では、リンゴ・スターを救出するシーンに第7騎兵隊が登場する。
- ハル・ムーア退役中将（英語版）が1992年に発表した著書『We Were Soldiers Once… And Young』は、イア・ドラン渓谷の戦いにおける第7騎兵連隊第1および第2大隊を題材としている。当時中佐だったムーアは第1大隊長としてこの戦いに参加しており、また共著者のジョセフ・L・ギャロウェイ（英語版）はUPI通信の特派員として大隊に従軍していた。2002年に『ワンス・アンド・フォーエバー』（原題：We Were Soldiers）として映画化され、メル・ギブソンがムーアを、バリー・ペッパーがギャロウェイを演じた。
- グラフィックノベルの『ウォッチメン』（原題：Watchmen）では、登場人物の1人であるエイドリアン・ヴェイトがヨハネの黙示録の四騎士を暗喩する言葉として第7騎兵隊の語を用いるシーンがある。
- 映画『ラスト サムライ』（原題：The Last Samurai）のメインキャラクター、ネイサン・オールグレン大尉はかつて第7騎兵連隊の隊員としてリトルビッグホーンの戦いに従軍した経験を持ち、上官であったカスター中佐を嫌っていたという設定がある。